# Апостольский нунций в Коста-Рике
Апостольский нунций в Республике Коста-Рика — дипломатический представитель Святого Престола в Коста-Рике. Данный дипломатический пост занимает церковно-дипломатический представитель Ватикана в ранге посла. Как правило, в Коста-Рике апостольский нунций является дуайеном дипломатического корпуса, так как Коста-Рика — католическая страна. Апостольская нунциатура в Коста-Рике была учреждена на постоянной основе в конце XIX века. Её штаб-квартира находится в Сан-Хосе.
В настоящее время Апостольским нунцием в Коста-Рике является архиепископ Марк Джерард Майлз, назначенный Папой Франциском 9 июля 2024 года.

## История
С XIX века город Сан-Хосе был местом службы апостольского делегата.
В 1882 году Святой Престол решил установить дипломатические отношения с Коста-Рикой, но апостольский делегат Джузеппе Маньо, избранный для новой должности апостольского нунция, отказался от назначения.
В 1884 году Святой Престол назначил Вальфре ди Бонцо апостольским делегатом в Коста-Рике, но антирелигиозные беспорядки вспыхнувшие в стране помешали началу его деятельности, а в следующем году он был назначен епископом Кунео.
В 1917 году апостольская делегатура была возведена в ранг интернунциатуры, которая в последующие годы меняла своё название несколько раз, в зависимости от числа стран в которых она представляла Святой Престол. 30 сентября 1933 года создана Апостольская нунциатура в Коста-Рике, Никарагуа и Панаме. В 1938 году была создана апостольская нунциатура в Коста-Рике.

## Апостольские нунции в Коста-Рике

### Апостольские делегаты
- Луиджи Клементи — (26 августа 1851 — 1861);
- Серафино Ваннутелли — (18 июля 1869 — 10 сентября 1875 — назначен апостольским нунцием в Бельгии);
- Марио Моченни — (14 августа 1877 — 28 марта 1882 — назначен апостольским интернунцием в Бразилии);
- Вальфре ди Бонцо — (10 июля 1884 — 27 марта 1885 — назначен епископом Кунео);
- Джованни Кальеро, S.D.B. — (10 июня 1908 — 6 декабря 1915).

### Апостольские интернунции
- Джованни Баттиста Маренко, S.D.B. — (2 февраля 1917 — 22 октября 1921).
- Анджело Ротта — (16 октября 1922 — 9 мая 1925 — назначен апостольским делегатом в Константинополь);
- Джузеппе Фьетта — (27 февраля 1926 — 23 сентября 1930 — назначен апостольским нунцием на Гаити и Доминиканской Республике);
- Карло Кьярло — (28 января 1932 — 30 сентября 1933 — назначен апостольским нунцием).

### Апостольские нунции
- Карло Кьярло — (30 сентября 1933 — 3 декабря 1941);
- Антонио Таффи — (1941 — 1946) (поверенный в делах);
- Луиджи Чентоц — (3 декабря 1941 года — 26 апреля 1952);
- Поль Бернье — (7 августа 1952 — 1955);
- Джузеппе Мария Сенси — (21 мая 1955 — 12 января 1957 — назначен апостольским делегатом в Иерусалим и Палестину);
- Дженнаро Веролино — (25 февраля 1957 — 1963 — назначен секретарём Священной Конгрегации церемонииала);
- Паолино Лимонжи — (15 августа 1963 — 9 июля 1969 — назначен апостольским про-нунцием в Иране);
- Анджело Педрони — (19 июля 1969 — 15 марта 1975 — назначен апостольским про-нунцием в Сирии);
- Лайоша Када — (20 июня 1975 — 8 апреля 1984 — назначен секретарём Конгрегации дисциплины таинств);
- Пьерджакомо де Николо — (14 августа 1984 — 11 февраля 1993 — назначен апостольским нунцием в Сирии);
- Джачинто Берлоко — (17 июля 1993 — 5 мая 1998 — назначен апостольским нунцием в Белизе и Сальвадоре);
- Антонио Соццо — (23 мая 1998 — 17 июля 2003 — назначен апостольским нунцием в Марокко);
- Освальдо Падилья — (31 июля 2003 — 12 апреля 2008 — назначен апостольским нунцием в Корее);
- Пётр Нгуен Ван Тот — (13 мая 2008 — 22 марта 2014 — назначен апостольским нунцием в Шри-Ланке);
- Антонио Аркари — (4 июля 2014 — 25 мая 2019 — назначен апостольским нунцием в Монако);
- Бруно Музаро — (29 августа 2019 — 11 июля 2023, в отставке);
- Марк Джерард Майлз — (9 июля 2024 — по настоящее время).